# 新溪站
新溪站（韓語：신계역）是朝鮮民主主義人民共和國黄海北道新溪郡新溪邑的一個鐵路車站，属于青年伊川线。

## 邻近车站
青年伊川线
砧橋站 - 新溪站 - 丁峰站